# Carlos Van Rafelghem
Carlos Van Rafelghem (Brugge, 8 december 1925 - Leuven, 22 juni 1991) was een Belgisch bedrijfsleider. Van 1978 tot 1990 was hij voorzitter en gedelegeerd bestuurder van luchtvaartmaatschappij Sabena.

## Levensloop
Carlos Van Rafelghem was financieel en fiscaal deskundige van opleiding en was ambtenaar-generaal bij het ministerie van Financiën. Hij doceerde ook aan de Hogere Fiskale Leergangen (waarvan hij medeoprichter was), de Economische Hogeschool Sint-Aloysius en het Hoger Instituut voor Gezinswetenschappen. Van Rafelghem was van CVP-signatuur en werkte tussen 1968 en 1978 op verschillende kabinetten van CVP-ministers. Zijn carrière had veel te danken aan minister Jos Chabert.
In 1978 werd hij benoemd tot voorzitter en gedelegeerd bestuurder van luchtvaartmaatschappij Sabena. Hij overzag het financieel herstel van het bedrijf, waarvan de Belgische staat meerderheidsaandeelhouder was, door middel van ontslagen en een tijdelijke loonsverlaging. Ook werden diverse diensten zoals catering en technisch onderhoud uitbesteed aan zelfstandige dochtermaatschappijen. Als voorzitter van Sabena was hij vanaf eind jaren 1980 ook betrokken bij mogelijke fusie- en participatiegesprekken, maar de Belgische staat blokkeerde een fusie met Scandinavian Airlines en ook een constructie met British Airways en KLM hield niet lang stand.
In 1990 volgde Pierre Godfroid hem als voorzitter van Sabena op.
Van Rafelghem was ook lid van de federalistische denktank Coudenberggroep en ridder van 't Manneke uit de Mane.